# Арнольд Зоммерфельд
Арнольд Йоганнес Вільгельм Зоммерфельд (нім. Arnold Johannes Wilhelm Sommerfeld; 5 грудня 1868, Кенігсберг — 26 квітня 1951, Мюнхен) — німецький фізик-теоретик і математик.
Зоммерфельд отримав ряд важливих результатів у межах «старої квантової теорії», що існувала перед появою сучасної квантової механіки: узагальнив теорію Бора на випадок еліптичних орбіт з урахуванням релятивістських поправок і пояснив тонку структуру спектрів атома гідрогену, побудував квантову теорію нормального ефекту Зеемана, встановив ряд спектроскопічних закономірностей, ввів головне, азимутальне, магнітне і внутрішнє квантові числа і відповідні правила відбору.
Крім того, Зоммерфельд розвинув напівкласичну теорію металів, займався проблемами класичної електродинаміки (дифракція і поширення електромагнітних хвиль), електронної теорії, спеціальної теорії відносності, гідродинаміки та інженерної фізики, математичної фізики. Він заснував велику мюнхенську школу теоретичної фізики, написав низку підручників з цієї дисципліни.

## Життєвий шлях

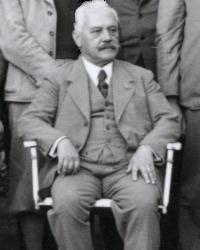
Арнольд Зоммерфельд (1935)

Арнольд Зоммерфельд народився в сім'ї лікаря, який цікавився природничими науками. З 1886 року вивчав математику в Кенігсберзькому університеті, який був на той час одним із найкращих, де теоретична фізика утвердилася в ролі самостійного предмету. Серед його наставників були Давид Гільберт, Фердинанд фон Ліндеман та Адольф Гурвіц. 1891 року Зоммерфельд захистив дисертацію на тему Дивні функції в математичній фізиці.
1893 року Зоммерфельд після проходження військової служби перебрався до Геттінгену, на той час — головного математичного центру Німеччини. Там він почав працювати асистентом у мінералогічному інституті. Його основним заняттям проте залишалася математика та математична фізика. 1894 року він обійняв посаду асистента математика Фелікса Клейна. Під керівництвом Клейна він написав 1895 року докторську дисертацію Математична теорія дифракції, після чого став приватдоцентом математики.
1897 року Зоммерфельд одружився й незабаром отримав посаду професора математики в гірничій академії Клаусталя. З 1900 року завідував кафедрою технічної механіки в технічному університеті в Аахені. 1906 року став професором теоретичної фізики в Мюнхенському університеті, де створив один із найзначніших центрів теоретичної фізики. Попри пропозиції зайняти інші провідні кафедри, він залишився в Мюнхені до кінця свого життя, за винятком перерви на тимчасову професуру в США (Вісконсинський університет 1922/1923) та поїздки як академічного викладача, яка привела його до Азії (Індія, Китай, Японія) та в США (1928/1929). Після виходу на пенсію 1935 року, він продовжував викладацьку діяльність до 1940 року. Причиною була відсутність кандидатури на його заміщення — Зоммерфельд хотів бачити на своєму місці Гейзенберга, проте наштовхнувся на протидію представників так званої німецької фізики, котрі нарешті змогли просунути свого, на думку Зоммерфельда, найгіршого кандидата. Після Другої світової Війни Зоммерфельд знову шукав наступника, який би зміг продовжити справу його наукової школи, і запропонував кандидатури Гейзенберга, Бете та Вайцзеккера.
Зоммерфельд загинув у 1951 році в результаті автокатастрофи.

## Наукова школа
Характеризуючи Зоммерфельда як науковця, відомий фізик Макс Борн писав:

Якщо відмінність між математичною і теоретичною фізикою має якесь значення, то Зоммерфельд виразно відноситься до математичної. Його талант полягав не стільки в прогнозі нових фундаментальних принципів за зовні незначними ознаками або в безстрашному з'єднанні двох різних областей явищ до вищого цілого, але в логічному і математичному проникненні в уже встановлені або проблематичні теорії і виведення наслідків, які могли б привести до їх підтвердження або відхилення. Більш того, в свій пізній, спектроскопічний період він розвинув дар передбачення або вгадування математичних співвідношень з експериментальних даних.
Оригінальний текст (англ.)
If the distinction between mathematical and theoretical physics has any significance its application to Sommerfeld ranges him decidedly in the mathematical section. His gift was not so much the divination of new fundamental principles from apparently insignificant indications or the daring combination of two different fields of phenomena into a higher unit, but the logical and mathematical penetration of established or problematic theories and the derivation of consequences which might lead to their confirmation or rejection. Yet it is true that in his later, spectroscopic period, he developed a gift for the divining or guessing of mathematical relations from experimental data.
— M. Born. Arnold Johannes Wilhelm Sommerfeld // Obituary Notices of the Fellows of the Royal Society. — 1952. — Т. 8. — С. 282.
Наголос на розв'язання конкретних проблем, що мають безпосередній зв'язок з експериментом, а не на отримання нових теорій із загальних принципів, був в цілому характерний і для наукової школи Зоммерфельда і багато в чому визначив її розвиток. Проблемний підхід виявився надзвичайно успішним з педагогічної точки зору, дозволивши Зоммерфельду виховати цілу плеяду великих фізиків-теоретиків. Такий підхід дозволяв не обмежуватися у виборі тем, що він міг запропонувати своїм учням для аналізу і які стосувалися самих різних галузях фізики, в тому числі експериментальної. Крім того, стосунки Зоммерфельда з учнями були незвичайні для німецького професора того часу: він запрошував студентів до себе додому, влаштовував неформальні зібрання і виїзди на природу у вихідні. Це дозволяло вільніше обговорювати дослідницькі проблеми і сприяло зростанню привабливості Мюнхена для молодих фізиків. Бажання вчитися у Зоммерфельда висловлювали навіть Альберт Ейнштейн (1908) і Пауль Еренфест (1911), вже сформовані на той час науковці. Частиною процесу виховання нових теоретиків був щотижневий семінар, який відвідували всі студенти Зоммерфельда і на яких розбиралися результати зі свіжої наукової літератури.

## Наукова діяльність

### Математична фізика

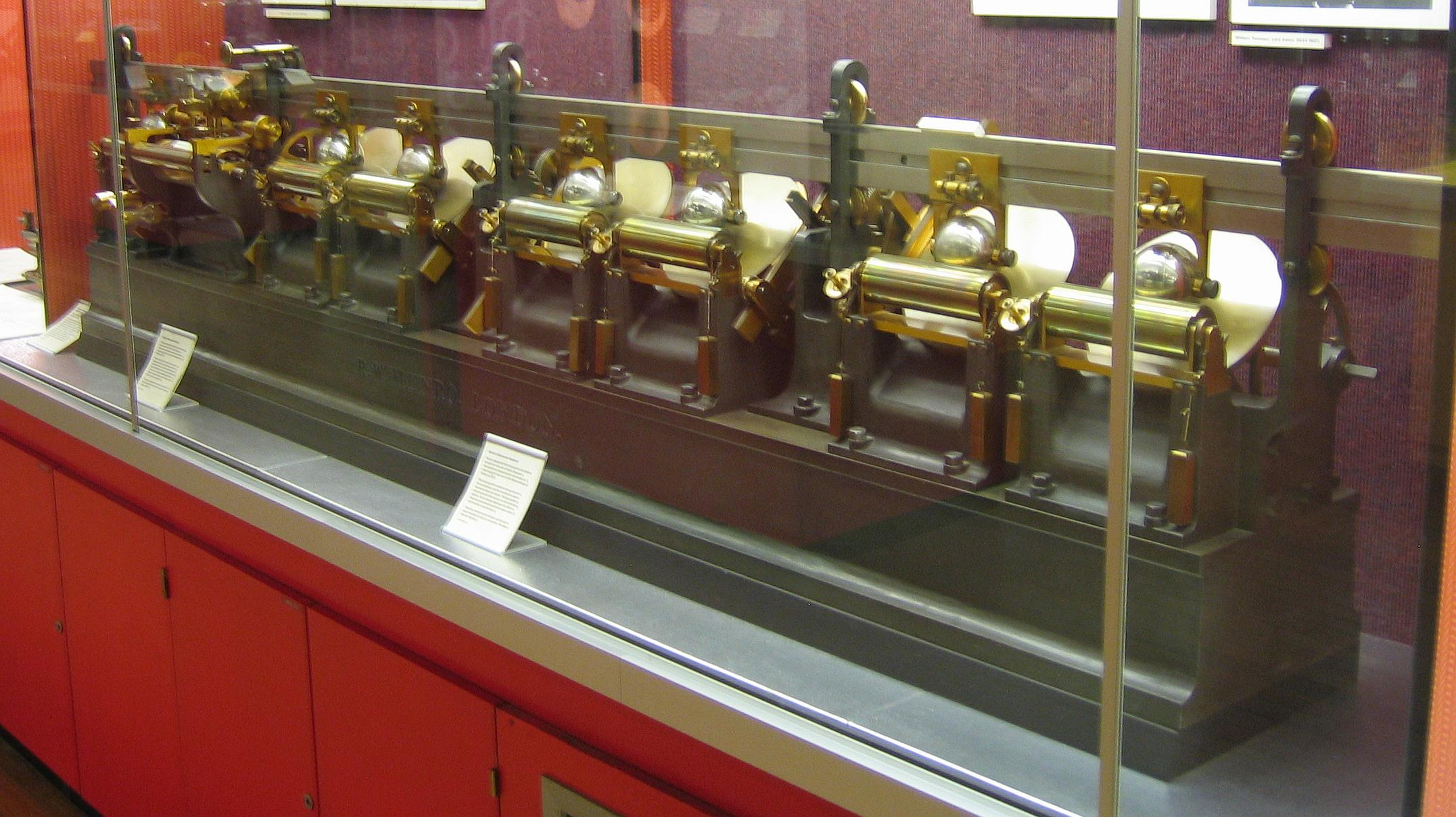
Гармонічний аналізатор лорда Кельвіна

Першою задачею, до якої звернувся молодий Зоммерфельд (1889), стала проблема теплопровідності. Приводом став конкурс на здобуття премії Кенігсбергзького фізико-економічного товариства за кращий аналіз температурних вимірювань, що проводилися на різних глибинах під поверхнею землі на метеорологічній станції в Ботанічному саду. Для проведення обчислень Зоммерфельд і Еміль Віхерт створили в Інституті теоретичної фізики при Кенігсберзькому університеті гармонічний аналізатор, незалежно прийшовши до конструкції приладу, запропонованої свого часу лордом Кельвіном. Ця робота була лише частково успішною через недосконалість створеного приладу, а теоретичний розгляд задачі, розпочатий Зоммерфельдом, містив суттєву помилку в постановці граничних умов рівняння теплопровідності, так що він був змушений відкликати своє рішення з конкурсу. Проте, застосований ним математичний підхід (розв'язання лінійного диференціального рівняння на деякій ріманової поверхні, методологія рядів і інтегралів Фур'є) успішно використовувався вченим згодом в задачах дифракції електромагнітних хвиль.
У дисертації на здобуття докторського ступеня (вона була написана за кілька тижнів і захищена в 1891 році) Зоммерфельд вперше звернувся до математичної проблеми представлення довільних функцій за допомогою певного набору інших функцій, наприклад власних функцій рівнянь в частинних похідних. До цієї проблеми, що має велике значення в математичній фізиці, він неодноразово повертався протягом свого життя і присвятив їй один з томів свого шеститомного курсу лекцій з теоретичної фізики. Крім рівнянь в частинних похідних, увагою Зоммерфельда протягом усього його життя користувався метод інтегрування в комплексній площині, який в руках вченого перетворився на потужний і універсальний метод розв'язання завдань з різних розділів фізики. Як згадував про роки свого навчання Вернер Гейзенберг,

Ми, студенти, часто задавалися питанням, чому Зоммерфельд надавав таке значення саме комплексному інтегруванню. Це доходило до того, що старші товариші по університету давали таку пораду до докторської роботи: «Проінтегріруйте в своїй дисертації пару раз в комплексній площині, і позитивна оцінка вам забезпечена».<…>…він [Зоммерфельд] бачив важливу перевагу комплексного інтегрування: в певних граничних випадках… можна було легко оцінити поведінку розв'язку, причому шлях інтегрування в комплексній площині зміщувався так, що саме в цьому граничному випадку виходив добре збіжний ряд. Гнучкість комплексного інтегрування виявлялася тут як вельми добрий допоміжний засіб для знаходження наближених формул…
— В. Гейзенберг. Влияние работ Зоммерфельда на современную физику // Пути познания в физике: сб. статей. — М. : Наука, 1973. — С. 292, 294.
Ще одним досягненням Зоммерфельда в математиці стала чотиритомна праця «Теорія дзиги» (Die Theorie des Kreisels), написана спільно з Феліксом Клейном, що прочитав серію лекцій про гіроскопи в 1895—1896 роках. Перші два томи присвячені математичним аспектам проблеми, тоді як в третьому і четвертому, завершених у 1910 році, розглядаються технічні, астрономічні та геофізичні застосування. Цей перехід від чистої математики до прикладних питань зіставлявся із зміщенням наукових інтересів Зоммерфельда в ці роки.
У 1912 році Зоммерфельд увів так звані умови випромінювання, що виділяють єдиний розв'язок крайової задачі для рівняння Гельмгольца і полягають у завданні асимптотичної поведінки шуканої функції на нескінченності. Ці умови застосовуються в задачах про дифракцію, розсіяння і відбивання хвиль різної природи (електромагнітних, звукових, пружних) і дозволяють позбутися розв'язків, що не мають фізичного сенсу. Згодом умови випромінювання Зоммерфельда, що вважаються стандартними в математичній фізиці, привернули увагу чистих математиків і неодноразово модифікувалися з метою розширення їх області застосування. Так, в 1940-ві роки Вільгельм Магнус і Франц Релло дали строге доведення єдиності розв'язку крайової задачі при менш жорстких вимогах до характеру розв'язків, ніж це передбачалося самим Зоммерфельдом; умови випромінювання також знайшли застосування при розв'язанні інших (загальніших) задач.

### Електродинаміка та поширення хвиль
На 1892 рік припадає перша робота Зоммерфельда, присвячена електромагнітній теорії. У ній він спробував дати механічне трактування рівнянь Максвелла на основі модифікованої гіроскопічної моделі ефіру, запропонованої свого часу лордом Кельвіном. Хоча ця стаття привернула увагу Людвіга Больцмана, явного успіху досягнуто не було, і Зоммерфельд надалі дотримувався аксіоматичного підходу до побудови фундаментальних рівнянь електродинаміки.
У роботі «Математична теорія дифракції» (1896) Зоммерфельд, скориставшись методом зображень на двулисній рімановій поверхні, отримав перший математично строгий розв'язок (у формі інтеграла по комплексній області) проблеми дифракції електромагнітних хвиль на прямолінійному краю. Цей підхід був загальнішим, ніж той що застосовувалися раніше (наприклад, метод Кірхгофа), і міг використовуватися для розв'язку диференціальних рівнянь з інших розділів фізики. Незабаром він був підхоплений Вольдемаром Фойгтом та Анрі Пуанкаре і нині вважається класичним. 1899 року Зоммерфельд звернувся до задачі про поширення електромагнітних хвиль уздовж проводів. Ця проблема була вперше поставлена ще Генріхом Герцем, який розглянув випадок нескінченно тонкого дроту, і представляла значний практичний інтерес. Зоммерфельд отримав строгий розв'язок для електромагнітного поля як функції параметрів матеріалу дроту скінченного діаметра. Згодом він звертався і до інших прикладних задач електродинаміки, зокрема досліджував опір котушок при проходженні через них змінного струму. 1909 року вчений опублікував роботу, в якій розглянув поширення хвиль, що випромінюються електричним диполем, розташованим поблизу межі розділу двох середовищ. Застосувавши розроблений ним метод розкладання розв'язку в ряд за функціями Бесселя комплексного аргументу, Зоммерфельд прийшов до висновку про існування в даній задачі двох типів хвиль: хвилі першого типу поширюються в просторі, а другого — уздовж поверхні розділу. Оскільки під межею поділу може матися на увазі поверхня землі або моря, ця робота знайшла застосування в актуальній в той час області бездротової телеграфії.
У статті, написаній в 1911 році спільно з Ірис Рунге (дочкою Карла Рунге), Зоммерфельд представив метод переходу від хвильової оптики до геометричної, який аналогічний методу ВКБ для задач квантової механіки. Приблизно в цей же час, після близького знайомства з Рентгеном, який займав пост професора експериментальної фізики в Мюнхені, Зоммерфельд зацікавився природою рентгенівських променів, яка залишалася ще не цілком ясною. У декількох роботах він проаналізував дані з кутового розподілу променів, виходячи з уявлення про гальмівний механізм (Bremsstrahlung) їх генерації, і отримав свідоцтва скінченності довжини хвилі рентгенівського випромінювання. 1912 року Макс фон Лауе, який працював тоді приват-доцентом в Інституті теоретичної фізики в Мюнхені, звернувся до Зоммерфельда з пропозицією перевірити можливість спостереження дифракції рентгенівських променів при їх розсіянні на кристалах. Професор виділив необхідне обладнання і декількох кваліфікованих експериментаторів — свого асистента Вальтера Фрідріха і Пауля Кніппінга, співробітника Рентгена. Робота закінчилася повним успіхом: шуканий ефект був виявлений і став основою нових дисциплін — спектроскопії рентгенівських променів і рентгеноструктурного аналізу. Згодом Зоммерфельд вважав відкриття дифракції рентгенівських променів найважливішою науковою подією в історії свого інституту.
Зоммефельд продовжував займатися теорією рентгенівського випромінювання неперервного спектру (гальмівного випромінювання) протягом багатьох років; цей напрям розвивали багато його учнів. Хоча спочатку він розглядав це явище на основі класичної електродинаміки, розв'язуючи рівняння Максвелла для електрона, що швидко втрачає кінетичну енергію на деякому короткому (гальмівному) шляху, з початку 1910-х років в задачу стали вводитися елементи квантової теорії. Так, в 1911 році для обчислення гальмівного шляху Зоммерфельд використовував гіпотезу про те, що в процесі випускання випромінювання електроном втрачається один квант дії. Наприкінці 1920-х — початку 1930-х років Зоммерфельд розглянув проблему в рамках нового формалізму квантової (хвильової) механіки, обчисливши інтенсивність гальмівного випромінювання через матричні елементи оператора дипольного моменту для певним чином обраних початкових і кінцевих хвильових функцій електрона. Підхід Зоммерфельда дозволив отримати результати що добре узгоджуються з експериментом і згодом був узагальнений з урахуванням релятивістських ефектів і квантування електромагнітного поля, зігравши в 1930-ті роки велику роль у розвитку квантової електродинаміки. Більш того, як з'ясувалося в наступні роки, метод виявився корисним для опису процесів розсіювання не тільки фотонів і електронів, а й інших елементарних частинок і навіть таких гіпотетичних об'єктів, як частинки темної матерії.

### Електронна теорія і теорія відносності

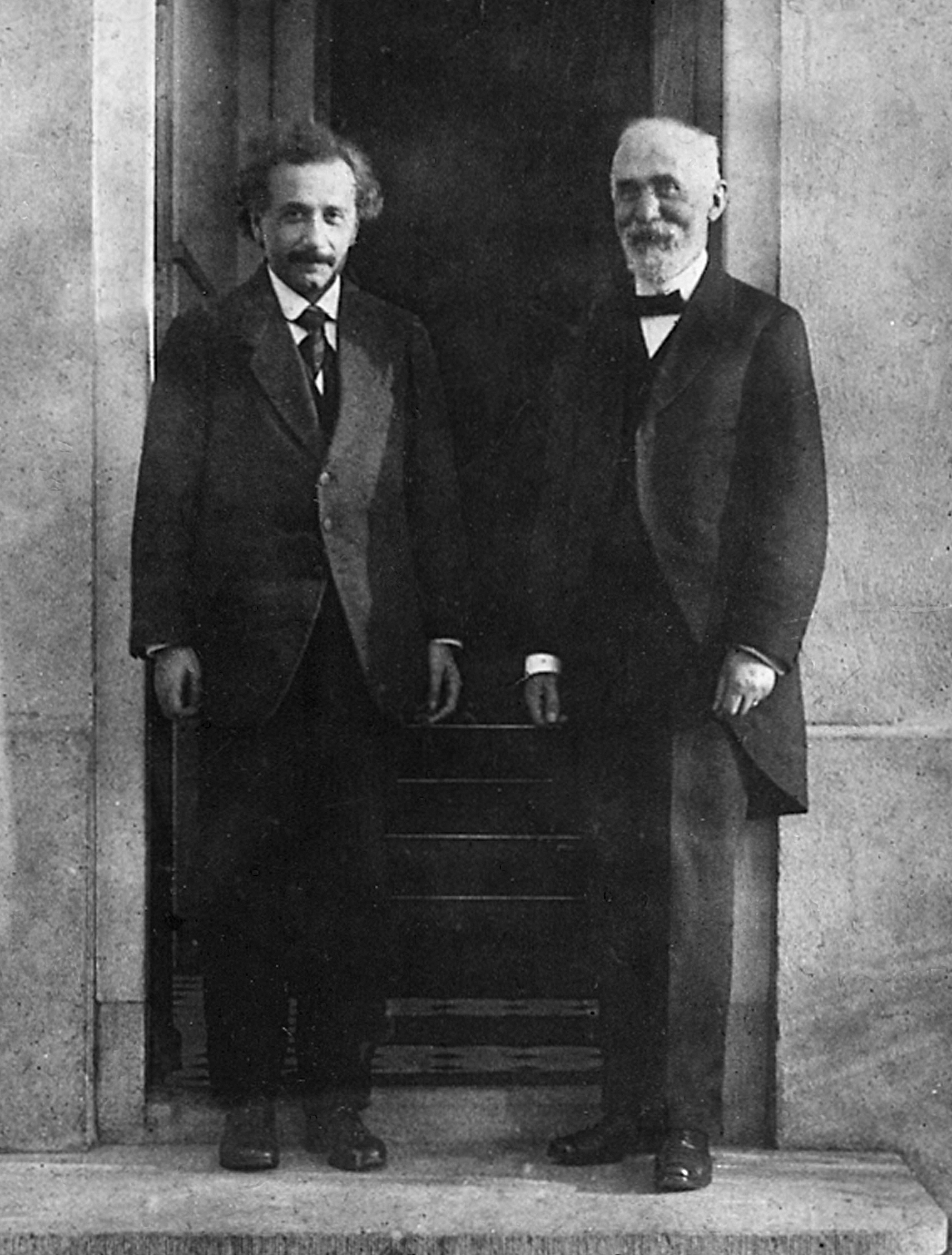
Альберт Ейнштейн і Гендрік Антон Лоренц

У 1904 році Зоммерфельд звернувся до електронної теорії, розробленої на той час голландцем Гендріком Лоренцем. Особливо німецького вченого цікавила проблема руху електрона, що розглядався як жорстка заряджена сфера, під дією зовнішнього і власного електромагнітних полів. Узагальнюючи результати Дж. Дж. Томсона і Макса Абрагама, які припускали чисто електромагнітне походження маси і продемонстрували її залежність від швидкості, Зоммерфельд отримав рівняння для електромагнітного поля електрона, що рухається довільним (в тому числі прискореним) чином, вивів формули для імпульсу і сили, що діє на частку. Більш того, вчений розглянув випадок руху зі швидкістю, що перевищує швидкість світла. Однак уже в наступному році, після появи роботи Альберта Ейнштейна із спеціальної теорії відносності (СТО), така ситуація була визнана неможливою. Проте, особливості випромінювання надсвітлового електрона, передбачені Зоммерфельдом (конічна ударна хвиля), багато років по тому були виявлені в ефекті Вавилова-Черенкова.
Хоча СТО різко поривала з уявленнями про ефір, на які спиралася лоренцівська електронна теорія, Зоммерфельд згодом повністю прийняв теорію відносності. Велику роль в цьому зіграли знамениті лекції Германа Мінковського, прочитані восени 1908 року. Надалі Зоммерфельд активно брав участь у розробці окремих аспектів нової теорії. 1907 року він показав, що, хоча фазова швидкість хвиль в середовищі може бути більше швидкості світла у вакуумі, це не може бути використано для надсвітової передачі сигналів. 1909 року вчений одним з перших вказав на зв'язок між теорією відносності та гіперболічною геометрією. Цей зв'язок був використаний Зоммерфельдом для аналізу складання швидкостей в СТО, що можна звести до побудови трикутника на сфері з уявним радіусом (це наслідок представлення перетворень Лоренца поворотами на уявні кути). При цьому результат складання в загальному випадку залежить від послідовності, в якій відбувається підсумовування швидкостей. Ця некомутативність знаходить відбиття в явищі прецесії Томаса, передбаченому в 1926 році Люеліном Томасом і розрахованому в 1931 році Зоммерфельдом на основі його геометричного підходу. Крім того, робота Зоммерфельда, присвячена складанню швидкостей, була одним з перших прикладів використання методу геометричної фази (фази Беррі) у фізиці.
У 1910 році Зоммерфельд, вражений ідеєю Мінковського про об'єднання простору і часу в єдиний чотиривимірний простір, в двох великих статтях дав послідовне представлення релятивістської механіки та електродинаміки в термінах чотиривимірної векторної алгебри та векторного аналізу. Зокрема, він увів поняття «4-вектор» і «6-вектор», що нині широко використовуються, визначив чотиривимірні аналоги диференціальних операторів (градієнт, дивергенція, ротор) та інтегральних теорем (Остроградського-Гаусса, Стокса, Гріна).

### Гідродинаміка і прикладні роботи
Під час роботи в Ахені Зоммерфельд опублікував низку статей інженерної спрямованості. Їх темами були гідродинамічна теорія змащення (ім'я вченого носить одна з важливих характеристичних величин цієї дисципліни — число Зоммерфельда), динамічні аспекти міцності матеріалів, коливання в динамо-машинах, дія вагонних гальм. Він співпрацював з Августом Фепплем і Отто Шліком у вивченні резонансних явищ при коливаннях мостів і кораблів. Крім того, Зоммерфельд консультував суднобудівників про використання дзиґ для стабілізації руху кораблів, а також планував написати разом із залізничним інженером Августом фон Боррісом підручник про локомотиви (ця задумка так і залишилася нереалізованою).
Інтерес Зоммерфельда до математичних аспектів гідродинаміки виник ще в 1890-ті роки під впливом Фелікса Клейна. Після переїзду в Ахен однією з тем його досліджень стала технічна гідравліка і, зокрема, задача про потік в'язкої рідини по трубах. У зв'язку з цим він звернув увагу на невирішену проблему гідродинамічної стійкості, тобто на проблему про перехід між ламінарною і турбулентною течію (цим питанням в минулі роки займалися такі відомі фізики, як лорд Кельвін, лорд Релей і Осборн Рейнольдс). Зоммерфельду вдалося істотно поліпшити важливу з інженерної точки зору теорію мастила, зокрема він отримав аналітичний розв'язок для випадку ламінарної течії мастильної речовини між двома твердими поверхнями. Однак теоретично розрахувати умови, при яких виникає турбулентність, здавалось тоді неможливим.
1906 року робота Зоммерфельда з теоретичного опису вигину пластин і рейок навела його на думку про аналогічний підхід до обчислення критичної швидкості течії, при якій відбувається перехід до турбулентності. Однак математичні труднощі надовго затримали прогрес в цьому напрямку. Не зумівши отримати остаточного розв'язку, науковець вирішив представити метод, за допомогою якого він сподівався домогтися успіху, в Римі на Міжнародному конгресі математиків в квітні 1908 року. Розглянувши випадок плоского потоку Куетта, Зоммерфельд звів проблему до задачі на власні значення, з якої в принципі можна отримати значення чисел Рейнольдса, що відповідають нестійкості течії. Слід зазначити, що в цій роботі вперше явно був використаний термін «число Рейнольдса». Фактично представлений підхід був першим узагальненням відомого методу малих коливань на випадок в'язкої рідини. Хоча відразу ніяких просувань у розв'язку отриманих рівнянь не було, Зоммерфельд продовжував цікавитися цією темою і пропонував її своїм учням. Наприклад, Людвіг Хопф у своїй докторській дисертації (1909) експериментально досліджував умови появи турбулентності при течії рідини через відкритий канал. Незалежно від Зоммерфельда аналогічний підхід був розвинений в 1907 році ірландським математиком Вільямом Орром, так що отриманий ними вираз відомий в теорії турбулентності як рівняння Орра — Зоммерфельда. У наступні роки цей метод зі змінним успіхом використовували низка науковців (Хопф, Ріхард фон Мізес, Фріц Нетер, Вернер Гейзенберг і інші), однак математичні складності багато в чому залишилися непереборними; також не вдалося досягти повної відповідності між теорією та експериментом.

### Квантова теорія

#### Перші роботи з квантової теорії
Перша робота Зоммерфельда, присвячена квантовій теорії, з'явилася лише в 1911 році. У попередні роки його ставлення до квантової гіпотези Макса Планка було багато в чому скептичним: передбачалося, що проблема випромінювання чорного тіла пояснюється суперечливістю механічних моделей фізичних процесів, тоді як сама електромагнітна теорія повинна залишатися незмінною і використовуватися в якості основи для опису явищ (відповідно до припущення про електромагнітну природу маси заряджених частинок). Однак поступово стала ясна незадовільність такого підходу, що визнав Лоренц у своїй доповіді, прочитаній в Римі в 1908 році: однієї електромагнітної теорії (і теорії електронів) виявилося недостатньо, щоб отримати формулу Планка. Незабаром з цим висновком погодився і Зоммерфельд, чому також сприяло прийняття ним теорії відносності.

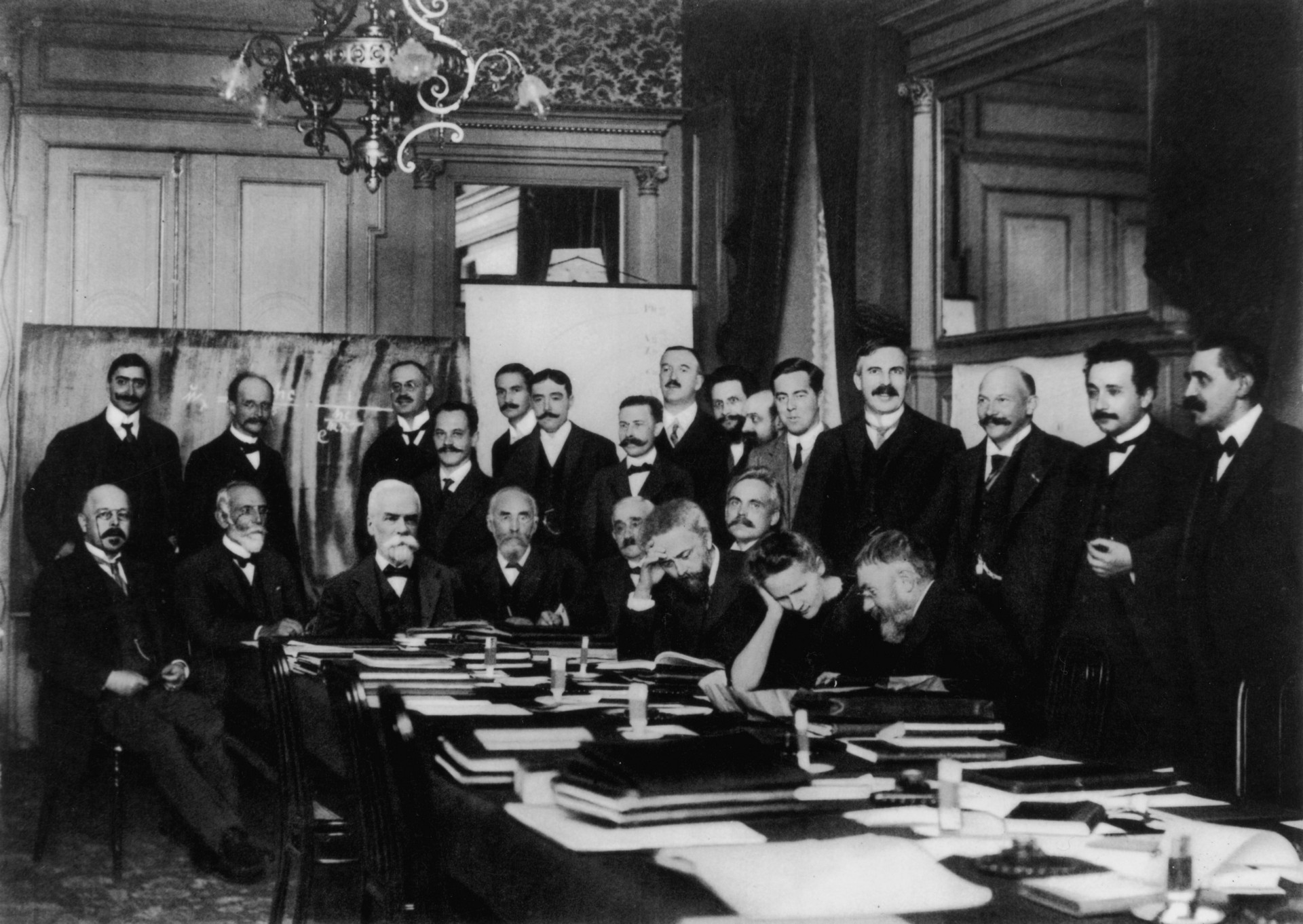
Учасники першого Сольвеївського конгресу (1911). Зоммерфельд стоїть четвертий зліва

1911 року Зоммерфельд звернувся безпосередньо до проблеми походження кванта дії — загадкової в той час сталої Планка {\displaystyle h}. Цей інтерес, мабуть, стимулювала робота Артура Гааса, в якій була представлена одна з перших спроб пов'язати константу Планка з параметрами атомної структури речовини (зарядом і масою електрона). Спираючись на модель атома Дж. Дж. Томсона, Гаас отримав вираз для сталої Рідберґа, який лише чисельним множником відрізнявся від правильного (виведеного Нільсом Бором пізніше, в 1913 році). Ця робота привернула увагу Зоммерфельда, який, визнаючи можливість зв'язку між квантової гіпотезою і будовою атома, заперечував, однак, проти спроб зведення проблеми до пошуку чисто механічних моделей: «Електромагнітне або механічне „пояснення“ {\displaystyle h} представляється мені настільки ж нікчемним і безплідним, як і механічне „пояснення“ рівнянь Максвелла». Восени 1911 року в своїй доповіді на першому Сольвеївському конгресі Зоммерфельд висловив гіпотезу, що стала Планка не просто має розмірність дії, а й справді пов'язана з цією величиною, а саме: в кожному елементарному процесі дія атома змінюється на величину, рівну {\displaystyle h/2\pi }. За допомогою цієї гіпотези Зоммерфельд зміг пояснити фотоефект, отримавши формулу Ейнштейна, тобто продемонстрував залежність енергії фотоелектронів тільки від частоти світла, але не від його інтенсивності. Хоча гіпотеза Зоммерфельда була незабаром відкинута, ця робота вказала новий підхід до трактування квантових явищ і відіграла значну роль у розвитку квантової теорії.

#### Узагальнення теорії Бора
1913 року Зоммерфельд зацікавився дослідженнями ефекту Зеемана, котрі проводилися відомими спектроскопістамі Фрідріхом Пашеном і Ернстом Баком, і зробив спробу теоретичного опису аномального розщеплення спектральних ліній на основі узагальнення класичної теорії Лоренца. Квантові ідеї використовувалися тільки для обчислення інтенсивностей компонент розщеплення. У липні 1913 року була опублікована знаменита робота Нільса Бора, що містила опис його атомної моделі, згідно з якою електрон в атомі може обертатися навколо ядра за так званими стаціонарними орбітами без випромінювання електромагнітних хвиль. Зоммерфельд був добре знайомий з цією статтею, відбиток якої він отримав від самого автора, проте спершу був далекий від використання її результатів, відчуваючи скептичне ставлення до атомних моделей як таких. Проте, вже в зимовому семестрі 1914—1915 років Зоммерфельд прочитав курс лекцій з теорії Бора, і приблизно в цей же період у нього зародилися думки про можливість її узагальнення (в тому числі релятивистского). Затримка публікації результатів з цієї теми до кінця 1915 — початку 1916 року була пов'язана з пильною цікавістю Зоммерфельда до розвитку загальної теорії відносності. Лише після того, як Ейнштейн, прочитавши рукописи свого мюнхенського колеги, запевнив його в тому, що в розглянутих задачах досить звичайною СТО, Зоммерфельд зважився направити свої статті в друк.

Еліптичні орбіти електрона в атомі водню відповідно до моделі Бора — Зоммерфельда

Необхідність узагальнення боровськой теорії була пов'язана з відсутністю опису складніших систем, ніж атом водню і водневоподібні системи. Крім того, існували малі відхилення теорії від експериментальних даних (лінії в спектрі водню були істинно одиночними), що також вимагало пояснення. Важливий крок у цьому напрямку був зроблений Зоммерфельдом, який в 1915 році узагальнив теорію атома водню на випадок електронних орбіт з декількома ступенями вільності. При цьому замість єдиної квантового умови (квантування моменту імпульсу) він постулював, що «фазовий інтеграл» для кожної узагальненої координати {\displaystyle q_{k}} і відповідного імпульсу {\displaystyle p_{k}} дорівнює цілому числу ({\displaystyle n_{k}}) квантів дії, тобто {\displaystyle \oint p_{k}dq_{k}=n_{k}h}.
Узагальнені квантові умови такого виду, часто називають умовами Бора — Зоммерфельда, були незалежно отримані Вільямом Вілсоном і Дзюном Ісіварою. Однак, на відміну від цих науковців, Зоммерфельд успішно застосував отримані умови до опису атомних спектрів. Першим питанням, що він розглянув, була задача про нерухому плоску еліптичну орбіту електрона в атомі водню (дві ступені вільності). Записавши свої квантові умови в полярних координатах і ввівши азимутальне і радіальне квантові числа (такими термінами були позначені відповідні числа {\displaystyle n_{k}}), Зоммерфельд отримав формулу для енергії електрона на стаціонарній орбіті. Цей вираз давав ті ж рівні енергії, що і формула Бора для кругових орбіт; енергія рівнів залежала лише від суми азимутального і радіального квантових чисел, названого головним квантовим числом. Далі Зоммерфельд розглянув атом водню як систему з трьома ступенями вільності і прийшов до висновку, що кут нахилу площини орбіти до обраної полярної осі може приймати дискретний набір значень. Це явище, яке отримало назву «просторового квантування», має проявляти себе при завданні осі зовнішнім чином (наприклад, напрямком магнітного поля) . Квантові умови Бора — Зоммерфельда отримали обґрунтування в рамках теорії адіабатичних інваріантів (Пауль Еренфест, 1916) і були строго виведені в 1926 році, вже після створення хвильової механіки (в рамках наближення ВКБ).
В одному з повідомлень Баварської академії наук і в другій частині своєї великої статті «Про квантову теорію спектральних ліній» (Zur Quantentheorie der Spektrallinien, 1916) Зоммерфельд представив релятивістське узагальнення задачі про електрон, що рухається навколо ядра по еліптичній орбіті, і показав, що перигелій орбіти в цьому випадку повільно прецесує. Науковцю вдалося отримати для повної енергії електрона формулу, в яку входить додатковий релятивістський член, що визначає залежність рівнів енергії від обох квантових чисел окремо. Як наслідок, спектральні лінії водородоподібного атома повинні розщеплюватися, формуючи так звану тонку структуру, а уведена Зоммерфельдом безрозмірна комбінація фундаментальних констант {\displaystyle \alpha =2\pi e^{2}/hc}, що визначає величину цього розщеплення, отримала назву сталої тонкої структури. Прецизійні вимірювання спектра іонізованого гелію, проведені Фрідріхом Пашеном в тому ж 1916 році, підтвердили теоретичні передбачення Зоммерфельда . Втім, теорія виявилася не в змозі визначити значення інтенсивностей компонент тонкої структури.
Успіх в описі тонкої структури став свідченням на користь як теорії Бора, так і теорії відносності і був з ентузіазмом прийнятий низкою провідних науковців. Так, в листі Зоммерфельду від 3 серпня 1916 Ейнштейн писав: «Ваші спектральні дослідження відносяться до найпрекраснішого, що я пережив у фізиці. Завдяки їм ідея Бора стає абсолютно переконливою». Планк в своїй Нобелівської лекції (1920) порівняв роботу Зоммерфельда з теоретичним передбаченням планети Нептун. Втім, деякі фізики (особливо налаштовані антирелятівістські) вважали результати експериментальної перевірки теорії непереконливими. Строгий вивід формули тонкої структури було дано Полем Діраком в 1928 році на основі послідовного квантовомеханічного формалізму, тому вона часто іменується формулою Зоммерфельда — Дірака. Цей збіг результатів, отриманих в рамках напівкласичного методу Зоммерфельда і за допомогою строгого аналізу Дірака (з урахуванням спіна!), во-різному трактувався в літературі. Можливо, причина збігу полягає в помилці, допущеній Зоммерфельдом. Інше пояснення полягає в тому, що в теорії Зоммерфельда нехтування спіном компенсувало відсутність строгого квантовомеханічного опису.

## Нагороди та членства
- Медаль Маттеуччі (1924)
- Медаль Макса Планка (1931)
- Медаль Лоренца (1939)
- Медаль Ерстеда (1948)
- Член Баварської (1908), Берлінської, Геттінгенської академій наук
- Іноземний член Лондонського королівського товариства (1926), Національної академії наук США, Академії наук СРСР (член-кореспондент з 1925, почесний член з 1929), Академії деї Лінчеї, Індійської академії наук в Бангалорі, Королівського товариства наук в Упсалі, Австрійської, Угорської та Іспанської академій наук
- Почесні докторські ступені університетів Ростока, Ахена, Калькутти, Афін

## Пам'ять
- У 1970 році Міжнародний астрономічний союз присвоїв ім'я Арнольда Зоммерфельда кратеру на зворотному боці Місяця.
- На честь А. Зоммерфельда названий астероїд 32809 Зоммерфельд, відкритий німецькими астрономами Фраймутом Бернґеном і Л. Шмаделем 10 жовтня 1990[47].

## Цікаві факти
- Четверо його учнів-докторантів[48] (Вольфганг Паулі, Петер Дебай, Вернер Гейзенберг і Ганс Бете), а також троє учнів-аспірантів (Лайнус Полінг,[49], Ісидор Рабі[50] та Макс фон Лауе,[51] стали Нобелівськими лауреатами, сам Зоммерфельд номінувався 84 рази на Нобелівську премію — більше ніж будь-хто в історії, але так і не отримав нагороду.[52]

## Наукові праці
- Бете Г., Зоммерфельд А. Электронная теория металлов = Elektronentheorie der Metalle. — М.-Л. : ОНТИ НКТП СССР, 1938. — 316 с.
- Зоммерфельд А. Волновая механика = Atombau und Spektrallinien: Wellenmechanischer Ergänzungsband. — Л.-М. : ГТТИ, 1934. — 316 с.
- Зоммерфельд А. Механика // Лекции по теоретической физике = Vorlesungen über theoretische Physik: Mechanik. — М. : ИЛ, 1947. — Т. 1. — 392 с.
- Зоммерфельд А. Механика деформируемых сред // Лекции по теоретической физике = Vorlesungen über theoretische Physik: Mechanik der deformierbaren Medien. — М. : ИЛ, 1954. — Т. 2. — 486 с.
- Зоммерфельд А. Электродинамика // Лекции по теоретической физике = Vorlesungen über theoretische Physik: Elektrodynamik. — М. : ИЛ, 1958. — Т. 3. — 504 с.
- Зоммерфельд А. Оптика // Лекции по теоретической физике = Vorlesungen über theoretische Physik: Optik. — М. : ИЛ, 1953. — Т. 4. — 488 с.
- Зоммерфельд А. Термодинамика и статистическая физика // Лекции по теоретической физике = Vorlesungen über theoretische Physik: Thermodynamik und Statistik. — М. : ИЛ, 1955. — Т. 5. — 480 с.
- Зоммерфельд А. Дифференциальные уравнения в частных производных физики // Лекции по теоретической физике = Vorlesungen über theoretische Physik: Partielle Differentialgleichungen der Physik. — М. : ИЛ, 1950. — Т. 6. — 456 с.
- Зоммерфельд А. Строение атомов и спектры = Atombau und Spektrallinien. — М. : ГИТТЛ, 1956. — 591+694 с.
- Klein F., Sommerfeld A. Über die Theorie des Kreisels. — Leipzig : B. G. Teubner, 1897.